# San José de Aerocuar (Venezuela)
Pour les articles homonymes, voir San José.
San José de Aerocuar est le chef-lieu de la municipalité d'Andrés Mata dans l'État de Sucre au Venezuela.